# Borek Kamienny
Borek Kamienny – wieś w Polsce, w województwie pomorskim, w powiecie kartuskim, w gminie Sulęczyno, na Pojezierzu Kaszubskim. Wchodzi w skład sołectwa Kistowo.
Do 2023 miejscowość była częścią wsi Kistowo.
W latach 1975–1998 Borek Kamienny administracyjnie należał do województwa gdańskiego.
Liczba ludności w Borku Kamiennym w roku 2011 wynosiła 201 osób.